# Saison 10 de Face Off
Vous venez d’apposer le modèle de débat d'admissibilité.
Avant toute chose, veuillez créer la page de débat correspondante en cliquant ici.
- Une fois la page de vote initialisée, rafraîchissez cette page, et le bandeau prendra son aspect définitif.
- Si votre débat d'admissibilité est groupé (le motif et l’argumentation doivent être les mêmes), modifiez cette page pour ajouter au modèle le paramètre « cat » suivi du nom de la page de discussion de l’article pour lequel la page de débat existe déjà (ex. : cat=Discussion:Nom_de_l'autre_article). Ensuite, suivez les nouvelles instructions qui apparaissent.
- Vous pouvez également utiliser le paramètre « type » pour faciliter l’accès aux critères d’admissibilité. Exemple : {{suppression|type=mot-clé}}. Liste des mots-clés existants : fiction, musique, art visuel, fanzine, jeu de société, porno, sportif, association, enseignement, société, site web, route, nombre, (Liste complète ici).

| 1. | Créez la page de débat d'admissibilité.                                                                      | Sauvegardez d’abord la page pour l’initialiser puis indiquez votre motivation.               |
| 2. | Important : ajoutez une entrée dans la section Débat d'admissibilité du jour.                                | Utilisez ce texte : *{{L\|Saison 10 de Face Off}}                                            |
| 3. | Pensez à informer les contributeurs principaux de la page et les projets associés lorsque cela est possible. | Utilisez ce texte : {{subst:Avertissement débat d'admissibilité\|Saison 10 de Face Off}}~~~~ |

Vous pouvez aider à l'améliorer ou bien discuter des problèmes sur sa page de discussion.
- Il n'est pas vérifiable et peut contenir des informations totalement erronées. Il est fortement conseillé aux contributeurs d'étayer son contenu par des sources fiables. Sans cela, sa suppression pourrait être envisagée. (si vous venez d'apposer le bandeau, veuillez cliquer sur ce lien pour créer la discussion et en afficher les indications). (Marqué depuis janvier 2025)
- Il peut contenir un travail inédit ou des déclarations non vérifiées. Vous pouvez l’améliorer en ajoutant des références. (Marqué depuis janvier 2025)

- Archive Wikiwix
- Bing
- Cairn
- DuckDuckGo
- E. Universalis
- Gallica
- Google
- G. Books
- G. News
- G. Scholar
- Persée
- Qwant
- (zh) Baidu
- (ru) Yandex
- (wd) trouver des œuvres sur Wikidata

Vous pouvez aider à l'améliorer ou bien discuter des problèmes sur sa page de discussion.
- Il ne cite pas suffisamment ses sources. Vous pouvez indiquer les passages à sourcer avec {{référence nécessaire}} ou {{Référence souhaitée}}, et inclure les références utiles en les liant aux notes de bas de page. (Marqué depuis janvier 2025)
- Son texte doit être wikifié : il ne correspond pas à la mise en forme Wikipédia (style, typographie, liens internes, liens entre les wikis, etc.). (Marqué depuis mai 2024)

- Archive Wikiwix
- Bing
- Cairn
- DuckDuckGo
- E. Universalis
- Gallica
- Google
- G. Books
- G. News
- G. Scholar
- Persée
- Qwant
- (zh) Baidu
- (ru) Yandex
- (wd) trouver des œuvres sur Wikidata

La dixième saison de Face Off est diffusée sur Syfy à partir du 13 janvier 2016, et a été, comme chaque saison, présentée par McKenzie Westmore (en). Durant cette saison, 14 candidats ont été sélectionnés.
Durant cette saison, les juges ont été autorisés à sauver un candidat qui serait normalement éliminé, une exception déjà vue dans les saisons 6 et 7.
Le vainqueur est Rob Seal.

## Jury
- Ve Neill
- Glenn Hetrick (en)
- Neville Page (en)

## Personnes récurrentes
- McKenzie Westmore (en) - Présentatrice
- Michael Westmore (en) - Parrain de l'émission (père de McKenzie Westmore (en))

## Candidats de la saison
- Anna Cali, 31 ans, Chicago, Illinois
- Anthony 'Ant' Canonica Junior, 21 ans, Williamstown (en), New Jersey
- Gregory 'Greg' Schrantz, 21 ans, Allentown, Pennsylvanie
- Jennifer Bowden, 36 ans, South Haven, Michigan
- John 'Johnny' Leftwich, 28 ans, Richmond, Virginie
- Kaleb Lewis, 22 ans, Oil City, Pennsylvanie
- Katherine 'Katie' Kinney, 24 ans, Litchfield, Illinois
- Melanie 'Mel' Licata, 26 ans, Hightstown, New Jersey
- Melissa Ebbe, 36 ans, Milwaukee, Wisconsin
- Samuel 'Njoroge' Karumba, 49 ans, Meriden (en), New Hampshire
- Robert 'Rob' Seal, 20 ans, Lake View Terrace (en), Los Angeles, Californie
- Robert Lindsay, 45 ans, Berlin, Allemagne
- Walter Welsh, 26 ans, Martinez, Californie
- Yvonne Cox, 28 ans, Okotoks, Alberta, Canada

## Suivi des candidats
| Rob      |          |          |          | Gagnant | Gagnant  |          |         | Gagnant  |         |          |          |          | Vainqueur |  |  |  |  |  |
| Melissa  | Gagnante |          |          |         | ‡        |          |         |          | ‡       | Gagnante |          | Gagnante | Finaliste |  |  |  |  |  |
| Walter   |          |          |          |         |          |          |         |          | Gagnant |          | Gagnant  |          | Finaliste |  |  |  |  |  |
| Mel      |          | Gagnante |          |         | ‡        |          | ‡       |          |         |          |          | Éliminée |           |  |  |  |  |  |
| Yvonne   |          |          | Gagnante |         |          | Gagnante |         |          |         |          | Éliminée |          |           |  |  |  |  |  |
| Robert   |          |          |          |         |          |          |         |          | Éliminé |          |          |          |           |  |  |  |  |  |
| Anna     |          |          |          |         |          |          |         | Éliminée |         |          |          |          |           |  |  |  |  |  |
| Kaleb    |          |          |          |         |          |          | Éliminé |          |         |          |          |          |           |  |  |  |  |  |
| Johnny   |          |          |          |         |          | Éliminé  |         |          |         |          |          |          |           |  |  |  |  |  |
| Katie    |          |          |          |         | Éliminée |          |         |          |         |          |          |          |           |  |  |  |  |  |
| Njoroge  |          |          |          | Éliminé |          |          |         |          |         |          |          |          |           |  |  |  |  |  |
| Ant      |          |          | Éliminé  |         |          |          |         |          |         |          |          |          |           |  |  |  |  |  |
| Jennifer |          | Éliminée |          |         |          |          |         |          |         |          |          |          |           |  |  |  |  |  |
| Greg     | Éliminé  |          |          |         |          |          |         |          |         |          |          |          |           |  |  |  |  |  |

 Le candidat a remporté Face Off.
 Le candidat faisait partie des finalistes.
 Le candidat a remporté le Spotlight Challenge.
 Le candidat faisait partie de l'équipe ayant remporté le Spotlight Challenge.
 Le candidat était premier de son équipe lors du Spotlight Challenge.
 Le candidat faisait partie des moins bons lors du Spotlight Challenge.
 Le candidat a été éliminé.
 Le candidat a été disqualifié.
 Le candidat a réintégré la compétition.
‡ Le candidat a remporté le Foundation Challenge.

## Épisodes
| #  | Titre français                      | Titre original              | Date de diffusion | Taux sur les 18-49 ans | Audience US (en millions) | Source |
| -- | ----------------------------------- | --------------------------- | ----------------- | ---------------------- | ------------------------- | ------ |
| 1  | Recherché mort ou vif               | Wanted Dead or Alive        | 13 janvier 2016   | 0.3                    | 0.982                     | [ 1 ]  |
| 2  | Un jeu d'enfant                     | Child's Play                | 20 janvier 2016   | 0.3                    | 0.971                     | [ 2 ]  |
| 3  | Langues disparues                   | Lost Languages              | 27 janvier 2016   | 0.4                    | 1.083                     | [ 3 ]  |
| 4  | Incognito                           | Covert Characters           | 3 février 2016    | 0.4                    | 0.980                     | [ 4 ]  |
| 5  | Corps étrangers                     | Foreign Bodies              | 10 février 2016   | 0.3                    | 0.868                     | [ 5 ]  |
| 6  | Au seuil de la mort                 | Death's Doorstep            | 17 février 2016   | 0.3                    | 0.860                     | [ 6 ]  |
| 7  | Le tournoi le retour                | The Gauntlet II             | 24 février 2016   | 0.4                    | 0.920                     | [ 7 ]  |
| 8  | Des apparences trompeuses           | Smoke and Mirrors           | 2 mars 2016       | 0.3                    | 0.860                     | [ 8 ]  |
| 9  | Qu'importe le réceptacle            | Bottled Up                  | 9 mars 2016       | 0.3                    | 0.953                     | [ 9 ]  |
| 10 | Cyclope                             | Keep One Eye Open           | 16 mars 2016      | 0.3                    | 0.913                     | [ 10 ] |
| 11 | World of Warcraft                   | The Art of Warcraft         | 23 mars 2016      | 0.3                    | 0.890                     | [ 11 ] |
| 12 | L'île du crâne : Le royaume de Kong | Skull Island: Reign of Kong | 30 mars 2016      | 0.3                    | 0.965                     | [ 12 ] |
| 13 | Le gouffre de l'enfer : Partie 1    | Sinister Showdown: Part 1   | 6 avril 2016      | 0.3                    | 0.817                     | [ 13 ] |
| 14 | Le gouffre de l'enfer : Partie 2    | Sinister Showdown: Part 2   | 13 avril 2016     | 0.4                    | 1.023                     | [ 14 ] |